# Makit
Makit (Mạch Cái Đề, 麦盖提县) là một huyện thuộc địa khu Kashgar, Tân Cương, Cộng hòa Nhân dân Trung Hoa. Huyện này có diện tích 10.927 ki-lô-mét vuông, dân số năm 2002 là 200.000 người. Về mặt hành chính, huyện này được chia thành 1 trấn, 9 hương.
- Trấn: Makit.
- Hương: Ba-trát-kết-mễ, Hy-y-đề-đôn, Ương-tháp-khắc, Thổ-mạn-tháp-lặc, 尕-tư-khố-lặc, Khắc-tư-lặc-a-ngõa-đề, Khố-mộc-khố-tát-nhĩ, Ngang-cách-đặc-lặc-khắc, Khố-nhĩ-mã.